# Устьянцево (Еткульский район)
Устьянцево — деревня в Еткульском районе Челябинской области России. Входит в состав Селезянского сельского поселения.

## География
Деревня находится в восточной части Челябинской области, в лесостепной зоне, на западном берегу одноимённого озера, на расстоянии 19 км (по прямой) к северо-востоку от села Еткуль, административного центра района. Абсолютная высота — 187 м над уровнем моря.

## Население
| 2002 | 2010 |
| ---- | ---- |
| 151  | ↘134 |

### Гендерный состав
По данным Всероссийской переписи населения 2010 года, в гендерной структуре населения мужчины составляли 50 %, женщины — также 50 %.

### Национальный состав
Согласно результатам переписи 2002 года, в национальной структуре населения русские составляли 82 %.

## Улицы
- ул. Лесная,
- ул. Луговая,
- пер. Сиреневый,
- ул. Солнечная,
- ул. Труда[5].